# Пікельна Валерія Семенівна
Валерія Семенівна Пікельна (нар. 6 квітня 1938, м. Кривий Ріг Дніпропетровської області, Українська РСР – померла 27 січня 2012, м. Кривий Ріг) – український педагог, доктор педагогічних наук, професор, авторитетний фахівець з теорії й методики моделювання управлінської діяльності, керівник наукової школи з теорії та практики управління навчальними закладами, декан індустріально-педагогічного факультету (2001–2003), директор Інституту безперервної педагогічної освіти (2003–2005)  Криворізького державного педагогічного університету, відмінник освіти України, заслужений працівник освіти України.

## Професійна біографія
1960 року закінчила геологічний факультет Криворізького гірничорудного інституту (спеціальність — інженер-гірничий геолог).
1960–1964 — інженер, інженер-інструктор виробничо-технічного навчання робітників на шахтах Рудоуправління ім. Ф. Е. Дзержинського м. Кривого Рогу. 
1964–1975 — викладач спеціальних дисциплін,  заступник директора з навчально-виробничої роботи професійно-технічного училища № 27 м. Кривого Рогу. 
1966–1969 — навчання на вечірньому електромеханічному факультеті Криворізького гірничорудного інституту (спеціальність — інженер-електромеханік). 1975–1976 рр. — навчання в аспірантурі Науково-дослідного інституту Академії педагогічних СРСР (сектор трудового навчання та профорієнтації), м. Москва.
1976 року розпочинає професійну й наукову діяльність у Криворізькому державному педагогічному інституті
1976–1989 — асистент, старший викладач, доцент кафедри педагогіки та психології. 
1977 року захистила дисертацію «Шляхи та засоби удосконалення керівництва методичною роботою під час підготовки молодих робітників в середніх професійно-технічних училищах» на здобуття наукового ступеня кандидата педагогічних наук у Науково-дослідному інституті трудового навчання та професійної орієнтації Академії педагогічних наук СРСР, м. Москва.
1984 — надано наукове звання доцента. 
1990–1991 — доцент кафедри педагогічної майстерності. 
1992–1994 — доцент кафедри методики трудового навчання. 
1993 — захист дисертації «Теорія та методика моделювання управлінської діяльності (школознавчий аспект)» на здобуття наукового ступеня доктора педагогічних наук в Інституті педагогіки Академії педагогічних наук України. 
1993 — створено наукову школу доктора педагогічних наук В. С. Пікельної з теорії та практики управління навчальними закладами. Науковий керівник 25 успішно захищених кандидатських дисертацій. 
1994–2001 — професор кафедри педагогіки та методики трудового і професійного навчання
1996 — надано вчене звання професора.
2000–2003, 2008–2011 — член спеціалізованої вченої ради Криворізького державного педагогічного університету із захисту кандидатських і докторських дисертацій. 
2001–2003 — декан індустріально-педагогічного факультету Криворізького державного педагогічного університету. 
2003–2005 — директор Інституту безперервної педагогічної освіти Криворізького державного педагогічного університету. 
2005–2011 — професор кафедри педагогіки та методики трудового і професійного навчання. 
За ініціативою В. С. Пікельної в Криворізькому педуніверситеті створено музей художньої праці студентів, понад двадцять років вона була керівником студентської художньої самодіяльності. Писала вірші. За сприяння її учнів видано збірку поезій. 
27 січня 2012 року Валерія Семенівна Пікельна померла. Похована у м. Кривий Ріг.

## Відзнаки й нагороди
Нагрудний знак Відмінник освіти України (1998)
Заслужений працівник освіти України (2003)
Почесна грамота Виконкому Криворізької міської ради (2008)

## Публікації
Автор і співавтор понад 150 наукових і науково-методичних праць, статей у фахових наукових збірниках і періодичних виданнях з проблем методики трудового навчання, професійної освіти, підготовки майбутнього педагога, управління навчальними закладами, формування творчої особистості студентської та учнівської молоді

### Основні наукові й навчально-методичні праці
- Пикельная В. С. Проблемы руководства учебно-воспитательным процессом в педагогической теории. – Кривой Рог : КГПИ, 1980. – 102 с.
- Пикельная В. С., Буряк В. К., Ткачева Л. Ф. Общественно-педагогическая практика. – Кривой Рог : КГПИ, 1983. – 54 с.
- Пикельная В. С. Содержание и организация руководства учебно-воспитательным процессом в училище. – М. : Высшая школа, 1985. – 64 с.
- Пикельная В. С. Теоретические основы моделирования управленческой деятельности : монография. – Л., 1989. – 170 с.
- Пикельная В. С. Управленческие модели в деятельности руководителя школы. – Кривой Рог : КГПИ, 1989. – 51 с.
- Пикельная В. С., Корольський В. В.  Каким быть ученическому самоуправлению? : учеб. пособие. – Кривой Рог : КГПИ, 1990. – 50 с.
- Пикельная В. С. Теоретические основы управления (школоведческий аспект). [Архівовано 26 жовтня 2021 у Wayback Machine.] – М. : Высшая школа, 1990. – 175 с.
- Пикельная В. С. Педагогика и процессы гуманизации в образовании : учеб. пособие. – Кривой Рог : КГПИ, 1996. – 91 с.
- Пікельна В. С., Удод О. А. Управління школою. [Архівовано 24 жовтня 2021 у Wayback Machine.] – Дніпро : Наук.-метод. об’єднання педагогічних інновацій «Альфа», 1998. – 284 с.
- Пікельна В. С. Управління школою : у 2 ч. Ч. 1. [Архівовано 26 жовтня 2021 у Wayback Machine.] – Х. : Основа, 2004. – 112 с.
- Пікельна В. С.   Управління школою : у 2 ч. Ч. 2. [Архівовано 30 жовтня 2021 у Wayback Machine.] – Х. : Основа, 2004. – 112 с.
- Пікельна В. С. Педагогіка (у схемах, малюнках, таблицях, текстах, моделях) : навч. посібник. – Кривий Ріг : КДПУ, 2004. – 56 с.
- Пікельна В. С. Історія-колиска освіти : педагогічні нариси. – Дніпро : Дніпрокнига, 2005. – 241 с.
- Пікельна В. С. та ін. Проектна діяльність у технологічній освіті : колективна монографія. – Кривий Ріг : СПД Залозний В. В., 2012. – 320 с.

## Біобібліографія
- Відкритий Всесвіт Валерії Семенівни Пікельної [Архівовано 11 листопада 2021 у Wayback Machine.] (на пошану пам’яті доктора педагогічних наук, професора Криворізького державного педагогічного інституту/університету, керівника наукової школи з теорії та практики управління навчальними закладами) : біобібліографічний покажчик / Наукова бібліотека Криворізького педагогічного інституту ДВНЗ «Криворізький національний університет»; упоряд.: О. А. Дікунова, Ю. С. Душко; бібліогр. ред. О. А. Дікунова ; за ред. О. М. Кравченко. – Кривий Ріг, 2015. – 47 с.